# Torquato Secci
Torquato Secci (Terni, 26 luglio 1917 – Terni, 26 aprile 1996) è stato un attivista italiano, fondatore e primo presidente dell'Associazione dei familiari delle vittime della strage della stazione di Bologna del 2 agosto 1980.

## Biografia
Dopo avere conseguito il diploma di perito industriale, presta servizio militare di leva nella Marina Militare dal 1937 al 1945. Nel 1943 prende parte alla guerra di liberazione all'interno del Reggimento San Marco, con il gruppo Folgore.
Grazie all'educazione ricevuta ed all'esempio dei familiari, oltre all'esperienza della guerra vissuta in prima persona per lunghi anni, diventa uno strenuo ma pacato fautore di un mondo più giusto, senza privilegi o prevaricazioni. L’amore che sente per la propria terra e per la valorizzazione del patrimonio artistico ambientale sono le sue grandi passioni di sempre, prime fra tutte: la Cascata delle Marmore ed il ritorno alla navigabilità del fiume Nera.
Tecnico amministrativo impiegato presso la Snia di Terni, si sposò con Lidia Piccolini, insegnante. Nel 1956 la coppia ha un figlio, Sergio, neolaureato al DAMS dell'Università degli studi di Bologna con 110 e lode e deceduto nella strage di Bologna del 2 agosto 1980.
Morì nel 1996.

### Strage di Bologna

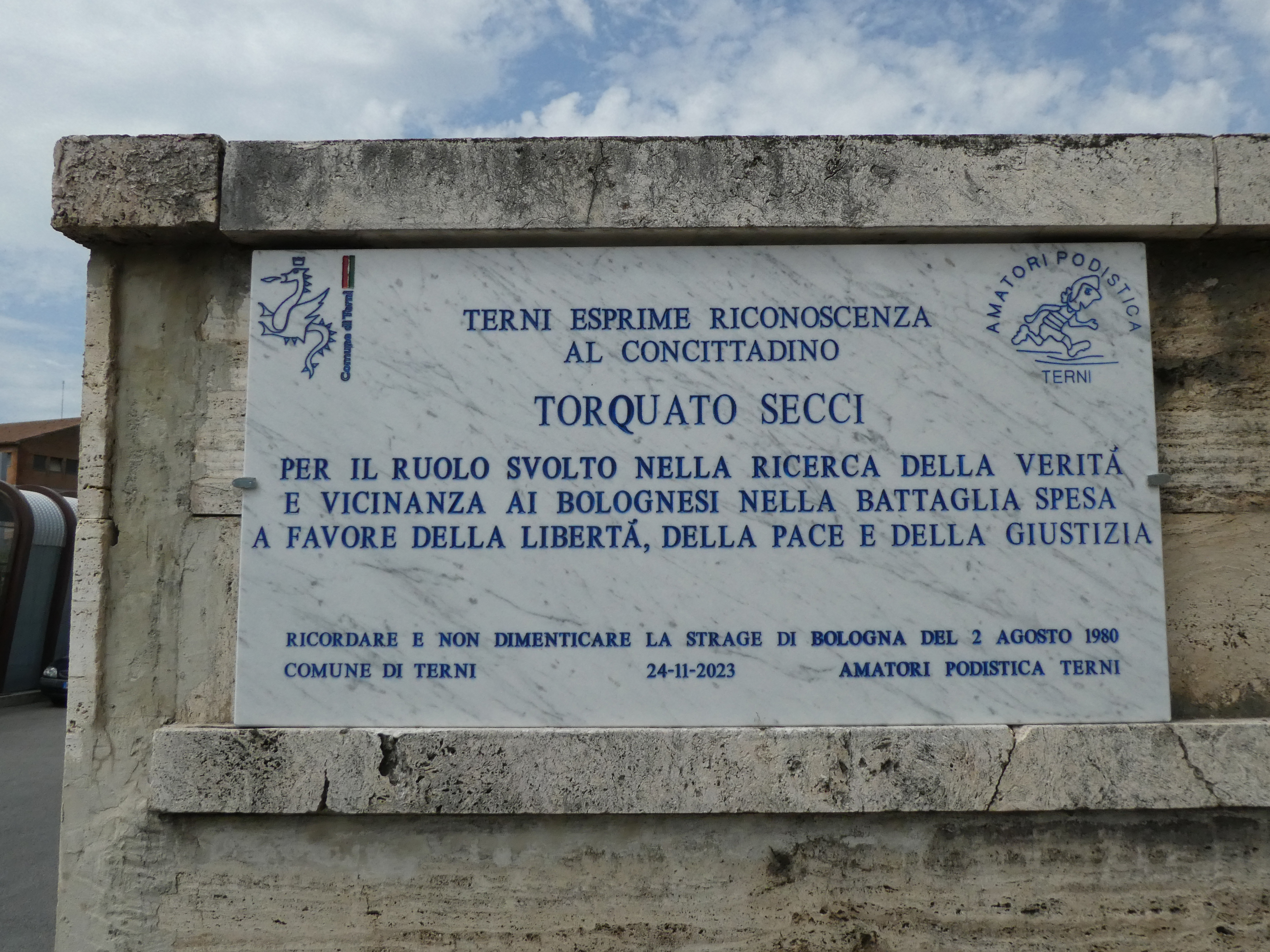
Targa a Torquato Secci vicino alla stazione di Terni

Torquato Secci reagì a questo straziante dolore impegnandosi senza tregua, fondando nel 1981 l'Associazione tra i familiari delle vittime della strage alla stazione di Bologna del 2 agosto 1980, diventandone presidente, per difendere i diritti, l'onore e il ricordo delle vittime. “Vogliamo che il nome di nostro figlio sia legato a borse di studio per liceali della nostra città. Per i migliori: e, a parità di merito, per i più giovani. Sergio era un anno avanti negli studi”: parole di Torquato e della moglie. Il giorno della strage venne allertato dalla telefonata di un amico del figlio Sergio, Ferruccio, che si trovava a Verona ad aspettarlo. Sergio lo aveva informato che a causa del ritardo del treno sul quale viaggiava, aveva perso una coincidenza a Bologna ed avrebbe dovuto aspettare il treno successivo. Ferruccio non ne seppe più nulla. Solo il giorno successivo Secci scoprì che suo figlio era ricoverato al reparto Rianimazione dell'Ospedale Maggiore di Bologna, dopo avere chiamato l'Ufficio Assistenza del Comune di Bologna.
"Mi venne incontro un giovane medico, che con molta calma cercò di prepararmi alla visione che da lì a poco mi avrebbe fatto inorridire", scrive Secci, "la visione era talmente brutale ed agghiacciante che mi lasciò senza fiato. Solo dopo un po' mi ripresi e riuscii a dire solo poche e incoraggianti parole accolte da Sergio con l'evidente, espressa consapevolezza di chi, purtroppo teme di non poter subire le conseguenze di tutte le menomazioni e lacerazioni che tanto erano evidenti sul suo corpo".
Il suo impegno lo porta a lottare "da partigiano della verità e della giustizia facendosi interprete di una città e di una comunità colpita come non era mai avvenuto in tempo di pace". Così lo ricorda Renzo Imbeni, ex sindaco di Bologna, mentre il magistrato Claudio Nunziata aggiunge che "dovrà essere ricordato come colui che in questo paese, tra i primi, ha esercitato il diritto dei cittadini a chiedere trasparenza e coerenza nel funzionamento della giustizia in nome della verità ". La sala d’attesa della stazione di Bologna Centrale, dove esplose la bomba è a lui intitolata.
"È doveroso ricordare il buon esempio di Torquato Secci. Dovrebbe farlo l’Italia intera, non solo Bologna, non solo Terni. E andrebbe ricordato anche il suo motto: “Avanti tutta!”, verso la ricerca dei mandanti. Per avere, anche se tardi, la giustizia e la verità dovute".
Dopo la sua morte la presidenza dell'associazione è passata a Paolo Bolognesi.

### Esperienza politica
Alle elezioni amministrative del 1993 Secci si candidò alla carica di sindaco di Terni con il movimento La Rete, raccogliendo 2.320 voti (pari al 3,25% dei consensi).